# How to Survive a Funeral
How to Survive a Funeral es el cuarto álbum de estudio de la banda australiana de metalcore Make Them Suffer. Fue lanzado el 19 de junio de 2020 a través de Rise Records y fue producido por Drew Fulk y Jeff Dunne. La fecha de lanzamiento del álbum se modificó varias veces debido a la pandemia de COVID-19. Este también es el último álbum en el que participa el tecladista y vocalista Booka Nile. 
La revista Metal Hammer lo nombró el 36.º mejor álbum de metal de 2020.

## Lista de canciones
| N.º | Título                     | Duración |  |
| 1.  | «Step One»                 | 1:57     |  |
| 2.  | «Falling Ashes»            | 2:41     |  |
| 3.  | «Bones»                    | 3:01     |  |
| 4.  | «Drown with Me»            | 4:02     |  |
| 5.  | «Erase Me»                 | 3:44     |  |
| 6.  | «Soul Decay»               | 3:43     |  |
| 7.  | «Fake Your Own Death»      | 2:54     |  |
| 8.  | «How to Survive a Funeral» | 4:26     |  |
| 9.  | «The Attendant»            | 4:33     |  |
| 10. | «That's Just Life»         | 4:08     |  |

## Posicionamiento en lista
| Lista (2020)     | Posición |
| ---------------- | -------- |
| Australia (ARIA) | 17       |

## Personal
Make Them Suffer
- Sean Harmanis – voz gutural
- Nick McLernon – guitarra principal, coros
- Jaya Jeffrey – bajo
- Booka Nile – teclados, piano, voz gutural
- Jordan Mather – batería